# Karangsambung (Arjawinangun)
Karangsambung is een bestuurslaag in het regentschap Cirebon van de provincie West-Java, Indonesië. Karangsambung telt 3145 inwoners (volkstelling 2010).